# 731
731（七百三十一、ななひゃくさんじゅういち）は自然数、また整数において、730の次で732の前の数である。

## 性質
- 731は合成数であり、約数は 1, 17, 43, 731 である。
  - 約数の和は792。
- 221番目の半素数である。1つ前は723、次は734。
- 各位の和が11になる61番目の数である。1つ前は722、次は740。
- 731 = 12 + 172 + 212 = 52 + 92 + 252 = 92 + 112 + 232 = 92 + 172 + 192 = 112 + 132 + 212
  - 異なる3つの平方数の和5通りで表せる32番目の数である。1つ前は729、次は758。(オンライン整数列大辞典の数列 A025343)
- 731 = 13 + 13 + 93
  - 3つの正の数の立方数の和1通りで表せる93番目の数である。1つ前は729、次は736。(オンライン整数列大辞典の数列 A025395)
- 731 = 16 + 16 + 36
  - n = 6 のときの 3n + 2 の値とみたとき1つ前は245、次は2189。(オンライン整数列大辞典の数列 A168607)
- 731 = 302 − 169
  - n = 30 のときの n2 − 132 の値とみたとき1つ前は672、次は792。(オンライン整数列大辞典の数列 A132768)

## その他 731 に関連すること
- JR北海道731系電車は、 JR北海道のロングシート電車。
- MZ-731は、 シャープのパーソナルコンピュータ、MZ-700シリーズのうち、プリンタ・データレコーダを装備した最上位機種の型番。
- 731部隊は、 石井四郎が率いた関東軍防疫給水本部の通称。非人道的な人体実験を行っていた。
  - 731部隊細菌戦国家賠償請求訴訟は、731部隊に関して日本政府に賠償を求めた裁判。
  - 『黒い太陽七三一 戦慄!石井七三一細菌部隊の全貌』は、731部隊を題材にした香港映画。
- マドックス (USS Maddox, DD-731) は、アメリカ海軍の駆逐艦。
- アラバマ (USS Alabama, SSBN-731) は、アメリカ海軍のオハイオ級原子力潜水艦。
- プレリアル (Prairial, F 731) は、フランス海軍のフロレアル級フリゲート。
- 731 (X-ファイルのエピソード) - 『X-ファイル』のエピソード。
- 電車男が最初に書き込んだレス番号。